# 联合国安全理事会第688号决议
联合国安全理事会第688号决议是于1991年4月5日由联合国安全理事会通过的一项关于伊拉克海湾战争的决议。安理會譴責伊拉克對庫爾德斯坦人民的政治鎮壓，要求伊拉克為消除對國際和平與安全的威脅，並尊重其人民的人權。
安理會堅持要求伊拉克允許國際人道主義組織進入受影響地區，並要求秘書長報告庫爾德人受到伊拉克當局鎮壓影響的情況，利用一切可能的資源滿足民眾的需求。 它還要求伊拉克與秘書長和國際組織合作，協助開展人道主義援助工作。
該決議以 10 票贊成、3 票反對（古巴、也門和津巴布韋）和 2 票棄權（中華人民共和國和印度）獲得通過。
法國、英國和美國其後使用第688號決議在伊拉克建立禁飛區，以保護伊拉克的人道主義行動，儘管該決議沒有明確提及禁飛區。